# 트리스턴 프리티먼
트리스턴 앤 프리티먼(영어: Tristan Ann Prettyman, 1982년 5월 23일 ~ )은 미국의 싱어송라이터이다. 구글 벤처스 대표 빌 메리스와 결혼했다.